# O sancta simplicitas!

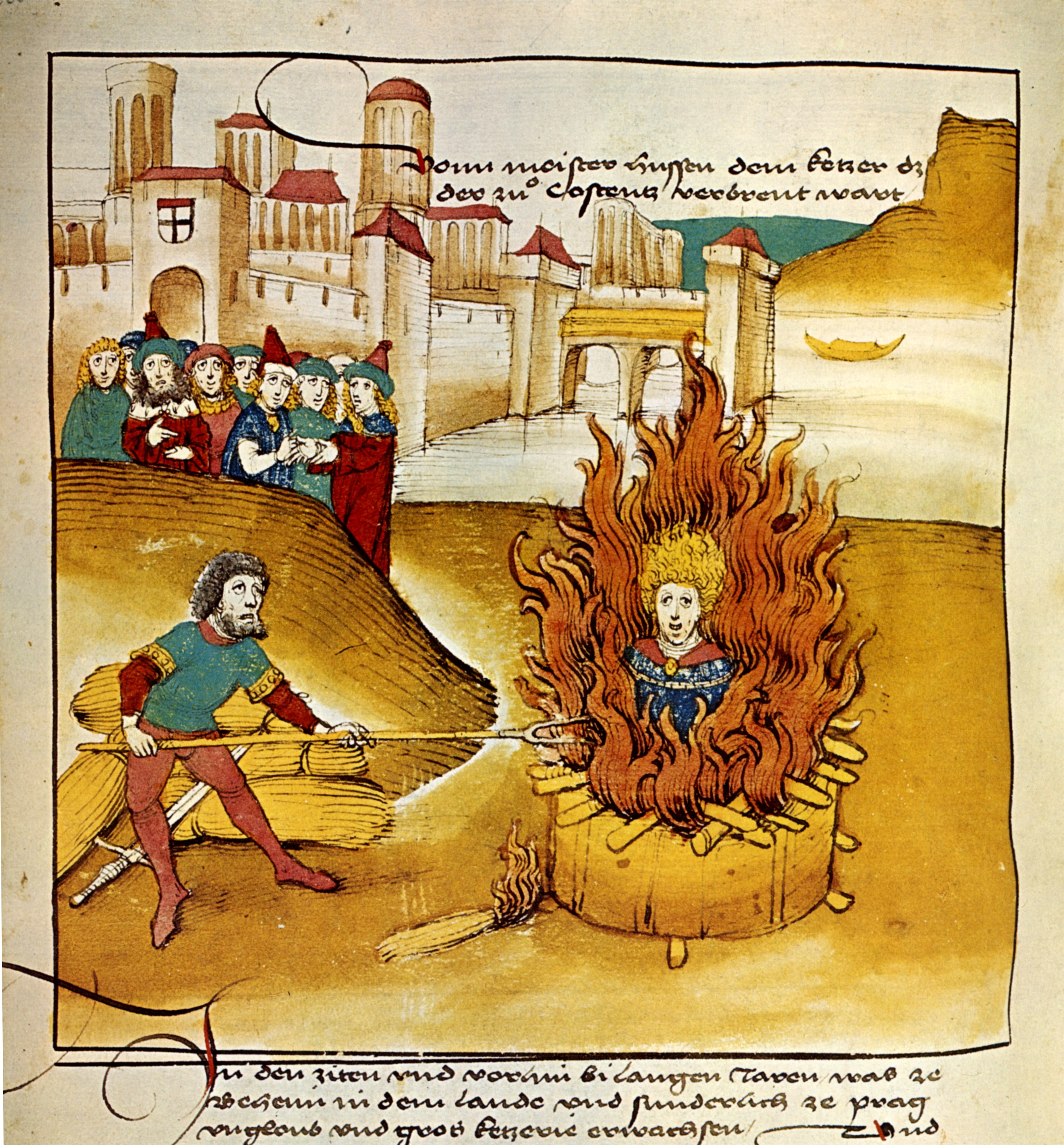
Martirio de Jan Hus (Spiezer Schilling, 1485).

O sancta simplicitas! (¡oh, santa ingenuidad!) fue, según la leyenda, la última frase pronunciada por Jan Hus (1369-1415), cuando estaba ya en el martirio de la hoguera, a la que se le había condenado por hereje, y se fijó en cómo una viejecilla, movida por su celo religioso, arrojaba más leña a las llamas en las que aquel ardía.
Es similar a la frase de Jesucristo: Padre, perdónalos, porque no saben lo que hacen. Sin embargo, se trata en realidad de una expresión acuñada por san Jerónimo en su epístola 57 a Pamaquio: Venerationi mihi semper fuit non verbosa rusticitas, sed sancta simplicitas ("siempre he venerado, no la tosca verbosidad, sino la santa sencillez").